# Gangping
Gangping (kinesiska: 岗坪) är en köping i sydöstra Kina. Den ligger i Huaiji härad i staden Zhaoqing i provinsen Guangdong, omkring 160 kilometer nordväst om provinshuvudstaden Guangzhou. Antalet invånare är 30 116. Befolkningen består av 15 629 kvinnor och 14 487 män. Barn under 15 år utgör 32 %, vuxna 15-64 år 59 %, och äldre över 65 år 8,0 %.